# 75式155毫米自走榴彈炮
75式自走155mm榴彈砲（日語：75式自走155mmりゅう弾砲）是日本自衛隊取代美援軍品為導向開發的自走炮。簡稱75HSP，在2016年全數除役。

## 概要
75式開發始於昭和44年（1969），同時開發的項目還有74式自走105mm榴彈砲，兩者間除了主炮外有很多研發科目都有共通。原型車昭和46年（1971）出廠，昭和47年（1972）完成4輛原型車進行測試，相對於其它同時代自走炮，75式的研發期程受到自動裝彈機的研製與測評影響，因此進度較遲。至昭和50年（1975）10月才正式完成驗收制式化，昭和51年開始量產，至昭和60年（1985）停產前共量產201輛。除軍校訓練用途，量產車均配備在陸上自衛隊北部方面隊所屬特科連隊。車體由三菱重工生產、主砲和砲塔由日本製鋼所研發生產。
75式的車殼由鋁合金焊接製成，在動力裝置上沿用了74式戰車與73式裝甲運兵車已使用的零組件，降低後勤複雜性，雖然引擎型號與74式與73式不同，但引擎汽缸與傳動設計則完全互通。其主炮最初目標是超越當時M44自走砲用的155榴彈炮射程，使用了日本特規的30倍徑榴彈炮，並搭配自研的「75式155公厘榴彈」（日語：75式155mmりゅう弾），最大射程19,064公尺。也由於是不同於國外的特規炮身與炮彈，與日本後來引進的FH-70榴彈炮兩者間彈藥並不互通。且當時自衛隊對可增程火箭推進榴彈的精度並不滿意，也沒有計畫導入讓75式自走炮使用，因此75式服役期間只有標準榴彈可以使用。
當時先進的自動裝彈機配備於本車引起注目，內有旋轉式彈艙自動裝彈。也可以手動裝填。射速最大每分鐘6發砲擊。
在冷戰初期的野戰炮兵編裝中，仍然需要輕榴彈炮（口徑105公厘）與重榴彈炮（155與155以上口徑）搭配，輕榴彈炮負責對近距離的作戰支援，重榴彈炮進行中遠程的火力打擊，但是在蘇聯軍隊增強編制武裝火力後，輕榴彈炮在野戰部隊中逐漸失去使用空間，在1970年代末西方國家的機械化部隊朝向全155炮的編制轉換，因此也導致了74式自走炮遭到取消，而其編裝全面轉用至75式上。
冷戰後，日本持續開發國產火炮，最後成果是平成10年（1999）研製的99式自走炮，在99式自走炮量產後，75式逐漸從自衛隊編裝中取消，原定計畫除役時間是平成24年（2012），但因為99式的高昂採購單價導致換裝進度延宕，最後到平成28年（2016）才全數除役。

## 外部連結
- Type 75 on military-today.com（页面存档备份，存于）
- Type 75 on globalsecurity.org（页面存档备份，存于）
- Type 75 on OnWar.com
- excerpt from Jane's Armour and Artillery 2008（页面存档备份，存于）